# غنجو غولان
غنجو غولان، (بالتركية: Genco Gülan)، (ولد عام 1969 في تركيا)، هو فنان مفاهيمي معاصر ومنظر، يعيش ويعمل في اسطنبول. يتضمن عمله السياقي عبر ترانسميديا الرسم، والوسائط الجديدة، والتصوير التشكيلي، والنحت، والتصوير الفوتوغرافي، والفيديو. غالبًا ما يحمل عمله رسائل سياسية أو اجتماعية أو ثقافية. يصف عمله بأنه فن الفكرة.
درس جينكو جولان، الإعلام في المدرسة الجديدة بنيويورك. وظهر فنه في متحف بيرا، ومتحف الفن الحديث في ريو دي جانيرو ومركز الفن والاعلام كارلسروه، وترينالي دي ميلانو، وبينالي طهران، ومركز بومبيدو في باريس.
«هناك بعض النقاد ومؤرخي الفن الذين يدخلون في افتراضية أن كارافاجيو نفسه من شأنه، لو عاش في معترك الوسط الفني اليوم، لكان مارتن كريد أو قينجو قولان، ولكن الحقيقة هي، كل فنان يتطور وفقا للاحتياجاتة الفردية - ليس من واجب الفنان (بأية وسيلة) الإنحنا اجلالا واكبارا لروح العصر السائدة. وقد سيطرت على باخ مهارته الهارمونية، تماما كما كان الحال عند كارافجيو الذي قادتة معرفتة العميقة لسامية الضؤ».

## وصلات خارجية
- غنجو غولان على موقع IMDb (الإنجليزية)

- gencogulan.com.
- Galeri Artist ،برلين.
- Banff Centre, , Canada.
- Rhizome, at the New Museum.
- Java Museum, Koeln. نسخة محفوظة 13 يناير 2013 على موقع واي باك مشين.
- Istanbul Contemporary Art Museum
- Web Biennial

## مؤلفات
- Graf, Marcus. Concepual Colors of Genco Gulan, Revolver Publishing, 2012. ISBN 978-3-86895-204-9 *
- Gulan, Genco. De-constructing the Digital Revolution: Analysis of the Usage of the Term 'Digital Revolution' in Relation with the New Technology , LAP, 2009. ISBN 978-3-8383-2047-2